# Poveljstvo za doktrino, razvoj, izobraževanje in usposabljanje Slovenske vojske
Poveljstvo za doktrino, razvoj, izobraževanje in usposabljanje (kratica PDRIU) je bilo poveljstvo na operativni ravni Slovenske vojske v letih 2004 do 2013 kot njen nosilec vojaškega izobraževanja in usposabljanja ter znanstvenoraziskovalnega dela in tehnološkega razvoja. Samo poveljstvo in nekatere podrejene enote so bile nastanjene v Vojaškem objektu Kadetnica v Mariboru, preostale pa na več lokacijah širom Slovenije. 

## Zgodovina
1. julija 2004 je bilo ustanovljeno poveljstvo s preoblikovanjem Centra vojaških šol Slovenske vojske. Pozneje sta se poveljstvu pridružila še Center za usposabljanje Slovenske vojske in začasno tudi Letalska šola Slovenske vojske.

## Sestava[1]
Poveljstvo za doktrino, razvoj, izobraževanje in usposabljanje kot organizacijsko enoto operativne ravni sestavljajo poveljstvo, oddelek za podporo vodstva in štab.
Enote Poveljstva za doktrino, razvoj, izobraževanje in usposabljanje na taktični ravni so: 
- Center za izobraževanje in usposabljanje častnikov (CIUČ)
  - Poveljniško štabna šola
  - Šola za častnike
  - Visoka vojaška šola
- Center za izobraževanje in usposabljanje podčastnikov (CIUPČ)
  - Šola za podčastnike
  - Višja vojaška strokovna šola
- Center za usposabljanje
- Center za doktrino in razvoj
  - Skupina za doktrino in razvoj,
  - Skupina za razvoj in kakovost vojaškega izobraževanja in usposabljanja,
  - Skupina za e-izobraževanje,
  - Skupina za vojaško delovanje,
  - Skupina za vojaški menedžment, voditeljstvo in etiko,
  - Skupina za vojaške obrambne sisteme,
  - Šola za tuje jezike
  - Knjižnični informacijsko in založniški center.

## Poveljstvo

### Poveljniki[2]
- polkovnik Andrej Kocbek (načelnik Izobraževalnega centra (IC) med 1992 - 1993, direktor IC med 1993 - 1995, direktor CVŠ l. 1995)
- polkovnik Milan Gorjanc (direktor CVŠ MORS med 1995 - 1999)
- podpolkovnik David Humar (načelnik CVŠ GŠSV med 1999 - 2001)
- brigadir Viktor Krajnc (načelnik CVŠ GŠSV med 2001 - 2003)
- brigadir Alojz Završnik (načelnik CVŠ GŠSV l. 2004)
- brigadir Janez Kavar (načelnik PDRIU GŠSV l. 2004)
- brigadir Jožef Žunkovič (poveljnik PDRIU GŠSV med 2005 - 2006)
- brigadir Alojz Završnik (poveljnik PDRIU GŠSV med 2006 - 2009)
- brigadir Bojan Pograjc (poveljnik PDRIU GŠSV med 2009 - 2012)
- brigadir Vladimir Maher (poveljnik PDRIU GŠSV l. 2012)
- polkovnik Ernest Anželj (poveljnik PDRIU GŠSV l. 2013)
- brigadir Venčeslav Ogrinc (poveljnik CVŠ GŠSV l. 2013)
- polkovnik Valter Vrečar (poveljnik CVŠ GŠSV med 2014 - 2015)
- brigadir Vilibald Polšak (poveljnik CVŠ GŠSV med 2015 - 2018)
- brigadir Milko Petek (poveljnik CVŠ GŠSV med 2018 - 2020)
- brigadir Peter Zakrajšek (poveljnik CVŠ GŠSV med 2020 - 2024)
- brigadir Boštjan Baš (poveljnik PDRIU GŠSV, 2024 - )